# Oechsen
Oechsen é um município da Alemanha, situado no distrito de Wartburg, no estado da Turíngia. Tem 12,49 km² de área, e sua população em 2019 foi estimada em 597 habitantes.